# Перманов, Курбан
Курбан Перманов (1 июля 1909, а. Горджоу, Асхабадский уезд, Закаспийская область, Туркестанский край, Российская империя — 15 июня 1969, Ашхабад, Туркменская ССР, СССР) — советский туркменский хозяйственный, государственный и партийный деятель.

## Биография
Родился в 1909 году в ауле Горджоу. Член КПСС с 1929 года.
С 1927 года — на хозяйственной, общественной и политической работе. В 1927—1963 гг. — на фабрике «Пролетарка», на Ашхабадской текстильной фабрике, заведующий Культурным сектором фабричного комитета Ашхабадской текстильной фабрики, председатель Туркменского комитета Профсоюза рабочих хлопчатобумажной промышленности СССР, заведующий Организационным отделом, Отделом производства и заработной платы Туркменского Совета профсоюзов, инструктор Ашхабадского городского комитета КП(б) Туркменистана, заместитель председателя Туркменского Совета профсоюзов, 2-й секретарь Чарджоуского районного комитета КП(б) Туркменистана, инструктор ЦК КП(б) Туркменистана, 1-й секретарь Марыйского районного, областного комитета КП(б) Туркменистана, секретарь ЦК КП(б) Туркменистана по пропаганде и агитации, 2-й секретарь ЦК КП(б) Туркменистана, председатель Верховного Совета Туркменской ССР, заместитель секретаря ЦК КП(б) Туркменистана по промышленности и транспорту, 1-й секретарь Чарджоуского областного комитета КП Туркменистана, министр промышленности мясных и молочных продуктов Туркменской ССР, начальник Управления пищевой промышленности СНХ Туркменского административного экономического района.
Умер в Ашхабаде в 1969 году.